# Clear (遊戲)
《Clear》（日語：Clear -クリア-）是由日本MOONSTONE於2007年8月24日推出的PC平台的戀愛冒險類型成人遊戲，MOONSTONE開發的第六部遊戲。2009年2月19日推出PlayStation 2版《Clear ～在吹起新風的山丘上～》（Clear ～新しい風の吹く丘で～）。遊戲共有初回版和通常版兩種版本。初回版附送了三份額外的禮物：一塊四方形的時鐘；一本印有遊戲圖像的硬皮畫冊和一張書本附帶的廣播劇CD碟；還有兩盤原聲音樂碟。在遊戲推出以前，以其劇情為藍本的漫畫在青年漫畫雜誌《月刊Comp Ace》上連載，連載期間是從2007年6月到2008年5月。角色CD單曲於2007年5月（遊戲推出的三個月以前）推出。遊戲的迷你音樂專輯於2007年9月推出。

## 系統
在遊戲中人機互動的成份不高，絕大多數時間玩家只需閱讀螢幕上的文字。這些文字或是代表角色之間的交談或是代表主角内心的思考。每到一定時候，玩家就有機會從遊戲給出的選項中作出決定，通常一次中有兩到三個選項。在這段時間裡，直到玩家作出了決定遊戲才重新開始。接下來故事發展的方向取決於玩家作出的選擇。遊戲中共有五條可讓玩家有機會體驗的主線，每一條主線對應每一位主角。如果玩家想體驗所有的主線，就需要將遊戲玩數次，作出不同的決定以至進入新的劇情。

## 故事簡介
故事設定在一座叫春賀島的小島上。主角行野光一曾經住在島上但早年時搬到了東京。之後光一從東京返回這座小島並和他的祖父住在一起。當他回來時，他失去了一部份關於他少年時在島上的記憶……

## 登場人物
※聲優以「PC版・廣播劇CD版／PS2版」為順。
行野光一（聲優：阿川秋也（PC版無）／不明）
光一是故事的主角。不能襲擊人類的吸血鬼，由於之前暴露了身份而入讀現在的學校。
行野無月（聲優：水瀬沙季／同左）
生日：3月31日。星座：白羊座。血型：O型。身高：155cm。三圍：79（A）/51/80
光一的義妹。無月在她的父母死後被光一的家庭收養並成了他的妹妹。光一轉學後為了能和他上同一所學校，於是無月也跟著轉學了。喜歡吃的食品是拿破崙千層蛋糕；討厭吃的食品是青椒。喜歡的顏色是綠色。擅長的科目是家庭科，弱項是體育。
月村美姬（聲優：観村咲子／神田理江）
生日：6月5日。星座：雙子座。血型：A型。身高：160cm。三圍：86（F）/54/86
光一青梅竹馬的好友。外表美麗且性格優雅，在鎮上擁有很高的人氣。她是位合氣道能手。喜歡的食品是草莓和漢堡排。沒有特别討厭的食品。喜歡的顏色是紅色。擅長的科目是現代文和地理，弱項是數學。
岡本野乃香（聲優：大野まりな／同左）
生日：5月15日。星座：金牛座。血型：O型。身高：152cm。三圍：80（B）/50/81
在行野的寓所中工作的女傭。由於喪失記憶的緣故，因此當女僕直至能回想起過去的生活為止。喜歡的食品是中餐。討厭吃的食品是生魚。喜歡的顏色是粉紅色。擅長的科目是體育，弱項是日本史和世界史。
本町春乃（聲優：草野花戀／土谷麻貴）
生日：10月10日。星座：天秤座。血型：B型。身高：162cm。三圍：83（C）/52/82
一名見習巫女，擁有驅魔的能力。性格樂觀。喜歡的食品是馬鈴薯燉牛肉。討厭吃納豆。喜歡的顏色是水色。擅長的科目是英語和數學，弱項是家庭科。
宮城野紗由（聲優：遠野そよぎ／岡嶋妙）
生日：8月1日。星座：獅子座。血型：AB型。身高：146cm。三圍：77（AA）/49/79
平日總帶著一個和她本人相似的人偶。由於她具有孩童般的性格和外表，常被人誤認為是孩子。喜歡的食品是桃。討厭吃唐辛子。喜歡的顏色是橙色。擅長的科目是音樂，弱項是體育。
有馬緋雨（聲優：伊吹奏音／みやあかね）
生日：5月17日。星座：金牛座。血型：AB型。身高：173cm。三圍：95（E）/63/96
妃弓鶴（聲優：無／植田佳奈）
生日：9月25日。星座：天秤座。血型：A型。身高：156cm。三圍：85（C）/54/83
PS2版新增角色。

## 相關商品

### 漫畫
漫畫以為標題的漫畫從2007年6月26日至2008年5月26日在青年漫畫雜誌《月刊Comp Ace》上連載，由作畫。漫畫的推出雖早於遊戲，其故事卻是建立在遊戲基础上的。單行本第一卷於2008年3月26日發售，接著單行本第二卷於同年6月26日推出。
中文版單行本以《Clear ~約束之丘~》為標題於2009年5月25日至6月5日由台灣青文出版社出版。

### 小說
小說由影山二階堂所寫，標題為《Clear短篇故事》（Clear ショートストーリーズ）的短篇故事集於2008年3月1日HARVEST出版社出版，書本的封面是由MOONSTONE的工作人員所畫的美姬和紗由。

### 書籍
《Clear Visual Fan Book》畫冊由一迅社出版，發售時間是2008年4月28日，畫冊的封面是美姬和無月。

### 音樂
遊戲的片頭曲是，由Riryka演唱。片尾曲有兩首：分别是由Kazko所唱的「Crystal Love」和由Riryka所唱的「Brilliant Days」。遊戲一共有三首插曲：霜月遙的「Bitter sweet pain」，片霧烈火的「Eternal」（エターナル）以及茶太的「One-way Shining」。遊戲的第一張單曲（角色歌曲）「Perfect Tears」於2007年5月23日推出。兩張遊戲原聲音樂光碟隨限定版一起發售。Lantis則於2007年9月26日推出遊戲的迷你音樂專輯，專輯裡收錄了遊戲的片頭曲，兩首片尾曲以及三首插入曲。在大阪和東京舉行的促銷活動中還免費分發廣播劇CD。另一張廣播劇CD在2008年5月9日由Lantis發售。

## 評價
《Clear》在日本美少女遊戲與動畫相關商品銷售網站Getchu.com的2007年8月銷量榜上排名第三；2007年排名第二十三。

## 外部連結
- MOONSTONE官方網站（页面存档备份，存于）（日語）
- Sweets（PS2版代理商）主頁（日語）